# Сера Сант'Абондио
Сера Сант'Абондио (итал. Serra Sant'Abbondio) је насеље у Италији у округу Пезаро и Урбино, региону Марке.
Према процени из 2011. у насељу је живело 403 становника. Насеље се налази на надморској висини од 509 м.

## Становништво
| 1931. | 1936. | 1951. | 1961. | 1971. | 1981. | 1991. | 2001. | 2011. |
| ----- | ----- | ----- | ----- | ----- | ----- | ----- | ----- | ----- |
| 2.107 | 2.079 | 2.183 | 1.616 | 1.394 | 1.322 | 1.307 | 1.187 | 1.099 |